# Le seduzioni
Le seduzioni è un film del 2021 diretto da Vito Zagarrio.
La pellicola è l'adattamento cinematografico del romanzo Le seduzioni dell'inverno di Lidia Ravera.

## Trama
Stefano è un uomo di cultura single di cinquant'anni e direttore di una casa editrice napoletana. Disincantato dall'amore troverà la passione attraverso le seduzioni di Sophie, governante francese assunta dalla moglie, che vincono sul cuore "invernale" di Stefano.

## Promozione
Il primo trailer del film è stato diffuso l'8 febbraio 2024.

## Distribuzione
Il film è stato proiettato in anteprima al Procida Film Festival nel settembre 2021 ed è stato distribuito nelle sale cinematografiche italiane a partire dal 22 febbraio 2024.